# Alberto Pariani
Alberto Pariani (Milano, 27 novembre 1876 – Malcesine, 1º marzo 1955) è stato un generale e politico italiano.

## Biografia
Nato da Ida Pariani e da padre ignoto; poco dopo la sua venuta al mondo, la madre si trasferì in Argentina mentre l'anonimo padre - sicuramente un uomo di elevato rango sociale, forse addirittura un esponente dei Savoia - gli garantì un'ottima istruzione militare, solitamente impossibile per un "figlio di NN". Nel 1889 entrò al Collegio militare di Milano e nel 1896 alla Scuola militare di Modena, da cui uscì due anni dopo come primo nel suo corso. In seguito fu destinato, come sottotenente, al 6º reggimento alpini.
Promosso tenente nel giugno 1902, fu ammesso nell’ottobre 1907 alla Scuola di guerra di Torino per frequentarvi il corso di Stato maggiore che completò nel 1910. Nominato a scelta capitano nell'ottobre dello stesso anno e assegnato al 1º reggimento alpini, prestò poi servizio di stato maggiore al comando del V corpo d’armata. Il 27 settembre 1911 sposò a Milano la cugina, Giselda Pariani, dalla quale non ebbe figli. Rientrato a fine novembre del 1913 al 1º reggimento alpini, partì nel maggio del 1915 per il fronte, transitando poi, da metà settembre, nel corpo di Stato maggiore.
Ottenuta la qualifica di primo capitano in ottobre, fu promosso maggiore nel dicembre 1915. Durante la cosiddetta Spedizione punitiva della primavera 1916, Pariani in qualità di sottocapo di Stato maggiore del V corpo d’armata, ebbe a mettersi in particolare luce. Egli stesso fu artefice della direzione al fronte del III battaglione del 218º fanteria di rincalzo nella zona del Pasubio la sera del 19 maggio. Si guadagnò così una medaglia d’argento al valor militare. Promosso quindi tenente colonnello nel febbraio 1917, il suo successivo incarico fu quello di capo di Stato maggiore del XXVIII corpo d’armata. Terminò la prima guerra mondiale come comandante del 6º Reggimento alpini.
Grazie alle sue qualità di militare e di buon diplomatico fu ministro plenipotenziario tra i delegati italiani che a Villa Giusti di Padova (fra il 30 ottobre e il 3 novembre 1918) sottoposero ai rappresentanti austriaci le condizioni per l’armistizio; l’anno successivo guidò la delegazione militare italiana alla conferenza di pace di Parigi. Successivamente ebbe l’incarico di definire con l’Austria i nuovi confini dell’Italia e comandò i lavori per tutta la zona altoatesina: di questo importantissimo lavoro, che l’impegnò per parecchio tempo, abbiamo testimonianza in un suo resoconto manoscritto.
Dal 1920 al 1924 fu capo di stato maggiore d'armata. Dal 1925 al 1926 fu capo operazioni dello stato maggiore generale, mentre dal 1927 al 1933 fu addetto militare a Tirana e capo della missione militare italiana in Albania. Dal 1933, promosso generale, al 1934 fu al comando della 11ª Divisione Brennero. Dal 1934 al 1936 servì come vice capo di stato maggiore generale, mentre dal 1936 al 1939 fu capo di stato maggiore dell'Esercito ed al contempo sottosegretario alla Guerra. Fu sua l'infelice espressione «Noi dobbiamo fare una guerra brigantesca!», pronunciata nell'ottobre del 1936, che piacque tanto a Mussolini.
In tale periodo riformò l’esercito inventando la “divisione binaria”, la quale consisteva nel mettere insieme, con due comandi diversi ma con i medesimi scopi, due divisioni di fanteria al posto della divisione ternaria che aveva caratterizzato sino ad allora l’esercito italiano; alle due divisioni andavano accorpate un’altra motorizzata e i servizi. Il maresciallo Pietro Badoglio adottò tale riforma che molti imputarono come responsabile della sconfitta nella seconda guerra mondiale. Nei diari privati e militari di Pariani (recentemente recuperati presso l’Archivio di stato di Venezia e in parte secretati), il generale scrisse molto su questa importante novità ch’egli riteneva fondamentale per l’ammodernamento militare: proprio su quest’ultimo nacquero i diverbi con Mussolini giacché egli reputava inadeguata la preparazione dei soldati e dei comandanti e soprattutto non riteneva l’esercito sufficientemente pronto per affrontare un’eventuale discesa in guerra.
Nel 1939 entrò in congedo (diede le dimissioni perché, dopo un periodo di grande ottimismo, aveva consegnato a Mussolini una relazione sullo stato dell'esercito che veniva giudicato non consono all'entrata in guerra) e negli anni successivi non gli fu proposto alcun incarico, né egli ne sollecitò, venendo collocato fuori quadro nel dicembre 1940 e, infine, trasferito nella riserva il 27 dicembre 1942 per raggiunti limiti di età. Nel 1943, dopo aver scritto una missiva al Duce in cui illustrava le sue opinioni sulla situazione politico-militare dell’Italia, tornò nelle grazie del dittatore e fu richiamato per divenire comandante generale delle forze d'Albania e luogotenente generale del piccolo stato balcanico.
Nel 1943, al momento dell'Armistizio di Cassibile, fu catturato dai tedeschi; una volta liberato, si iscrisse al Partito Fascista Repubblicano ma non ebbe incarichi nella Repubblica Sociale Italiana e si ritirò a vita privata. Arrestato dopo la fine della guerra per crimini fascisti, venne assolto nel 1947. Bibliofilo e collezionista appassionato, nel 1952 venne eletto sindaco di Malcesine: mantenne la carica di primo cittadino fino al 1º marzo 1955, giorno in cui morì improvvisamente poco dopo una seduta consiliare.